# Bamingui-Bangoran
Prefectura Bamingui-Bangoran este una dintre cele 14 unități administrativ-teritoriale de gradul I ale Republicii Centrafricane. Este localizată în partea central-nordică statului, la frontiera cu Ciadul. Reședința sa este orașul Ndélé.
La rândul său, prefectura este subdivizată în două sub-prefecturi și anume: Bamingui și Ndélé.
1. ↑   http://www.statoids.com/ucf.html Lipsește sau este vid: |title= (ajutor)